# Агу, Феликс
Феликс Агу (нем. Felix Agu; 27 сентября 1999, Оснабрюк) — нигерийский и немецкий футболист, защитник клуба «Вердер» и сборной Нигерии.

## Клубная карьера
Феликс Агу является воспитанником футбольной школы в Оснабрюке. С 2010 года футболист занимался футболом и играл в молодежной команде клуба «Оснабрюк». В сентябре 2018 Агу сыграл первую официальную игру в основе «Оснабрюка» в турнире Третьей лиги. Сезон 2018/19 стал победным для его команды, выигравшей турнир Третьей лиги и следующий сезон Агу в составе Оснабрюка начал во Второй Бундеслиге.
В январе 2020 года стало известно, что контракт с футболистом подходит к концу и Агу не намерен его продлевать. Летом 2020 года Агу как свободный агент присоединился к бременскому «Вердеру». Первую игру в новой команде Агу провел в ноябре 2020 в Бундеслиге. По результатам того сезона «Вердер» вылетел во Вторую Бундеслигу, но уже в следующем сезоне вернулся в элитный дивизион.
В феврале 2022 года Агу продлил договор с «Вердером».

## Карьера в сборной
Феликс Агу имеет нигерийское происхождение. В 2019 году он провел две игры в составе молодежной сборной Германии.